# Instrumentalnie
Instrumentalnie – album kompilacyjny zespołu Kombi Łosowski wydany 16 maja 2025 nakładem SL Music.
Wydawnictwo zawiera utwory instrumentalne grupy zagrane w nowych aranżacjach oraz z lat 2009 i 2021, wydane wcześniej na albumach Zaczarowane Miasto i Minerał życia. Znalazły się też na nim trzy utwory premierowe. Do „Cyfrowej gry” utworzono teledysk.

## Lista utworów
Źródło:.
1. „Bez ograniczeń energii” – 4:36
2. „Przytul mnie – instrumentalnie” – 5:19
3. „Wspomnienia z pleneru” – 3:58
4. „Taniec w słońcu” – 4:37
5. „Cyfrowa gra” – 3:52
6. „Słodkiego miłago życia – instrumentalnie” – 3:57
7. „Powracający dźwięk” – 5:23
8. „Wyspa mgieł” – 4:45
9. „Nocny pościg” – 4:04
10. „Piękna jest – instrumentalnie” – 5:07
11. „Opowieści szafy” – 3:59
12. „Zalogowany” – 3:55
13. „Minerał życia – instrumentalnie” – 4:36
14. „Narodziny światła” – 5:26
15. „Koronacja” – 4:36
16. „Synteza” – 4:34

## Twórcy
Źródło:.

### Muzycy
- Sławomir Łosowski – lider, instrumenty klawiszowe
- Karol Kozłowski – gitara basowa (1–5)
- Tomasz Łosowski – perkusja (1–9)
- Agnieszka Burcan – wokaliza (8)
- Michał Cywiński – gitara barytonowa (1)
- Paweł Ślagowski – Scratch (1)

### Produkcja muzyczna
- Studio – SL SOUND STUDIO
- Producent – Sławomir Łosowski
- Mix i mastering – Marcin Szwajcer (1–6, 10–16)
- Mix i mastering – Jacek Gawłowski (7–9)

### Muzyka
- Sławomir Łosowski

### Autorzy tekstówpiosnek nagranych instrumentalnie
- Marek Dutkiewicz (2, 6)
- Patrycja Kosiarkiewicz (10)
- Sławomir Łosowski (13)

### Projekt graficzny
- Robert Jundo